# Jack Harrison
Jack David Harrison (ur. 20 listopada 1996) – angielski piłkarz, grający na pozycji pomocnika w angielskim klubie Leeds United F.C.
Treningi piłki nożnej zaczynał w akademii Liverpoolu, potem przeniósł się do szkółki piłkarskiej Manchesteru United. W wieku 13 lat przeprowadził się do Stanów Zjednoczonych. Tam rozwijał swoją karierę, a w 2016 roku został wybrany z numerem pierwszym w SuperDrafcie MLS, rozpoczynając profesjonalną karierę w New York City FC. Po dwóch latach gry w Major League Soccer przeniósł się do Manchesteru City. Drugą połowę sezonu 2017/2018 spędził na wypożyczeniu w Middlesbrough.
30 lipca 2018 został wypożyczony do Leeds United do końca sezonu 2018/2019.